# Алфенор
Алфенор је у грчкој митологији био један од Ниобида.

## Митологија
Био је син Ниобе и Амфиона кога су убили богови због греха његове охоле мајке, баш као и сву другу његову браћу и сестре. Поменуо га је Овидије у „Метаморфозама“, али не и Аполодор и Хигин, који су такође писали о Ниобидима. Према Овидију, Алфенор је био сведок страдања своје браће, Федима и Тантала и док је покушавао, у очају, да привије беживотна тела своје браће на груди, Аполон га је погодио стрелом у дијафрагму и он је пао преко њих.